# CCRU
Le Cybernetic Culture Research Unit ( CCRU ) est un collectif expérimental de théoriciens de la culture formé à la fin de 1995 à l'Université de Warwick, en Angleterre. Le groupe s'est progressivement séparé du milieu universitaire avant de se dissoudre en 2003. Le CCRU s'est fait connaître par la création de théorie-fiction, idiosyncratique et surréaliste, qui incorporait un imaginaire mêlant cyberpunk et horreur gothique. Les écrits du CCRU sont devenus cultes dans les communautés en ligne, notamment en lien avec la montée en popularité de l'accélérationnisme.
L'Université de Warwick soutient aujourd'hui que le CCRU n'a jamais été un projet académique officiel, certains professeurs allant jusqu'à affirmer que le CCRU « n'a jamais existé ». Le CCRU est fortement associé à d'anciens membres influents, comme Sadie Plant, Nick Land, Mark Fisher ou Kodwo Eshun,.

## Sites externes
- Site du CCRU
- La page du site monoskop.org